# Avima palpogranulosa
Avima palpogranulosa is een hooiwagen uit de familie Agoristenidae.